# 胡安·路易斯·阿苏亚加
胡安·路易斯·阿苏亚加（1954年—）是一位西班牙古生物学家和古人类学家，硕士和博士毕业于马德里康普顿斯大学，1997年作为阿塔普埃尔卡山研究團隊的一员获得阿斯图里亚斯亲王奖，主要作品有《生命简史》（Vida: La Gran Historia）等。